# Kabinettssekretariat

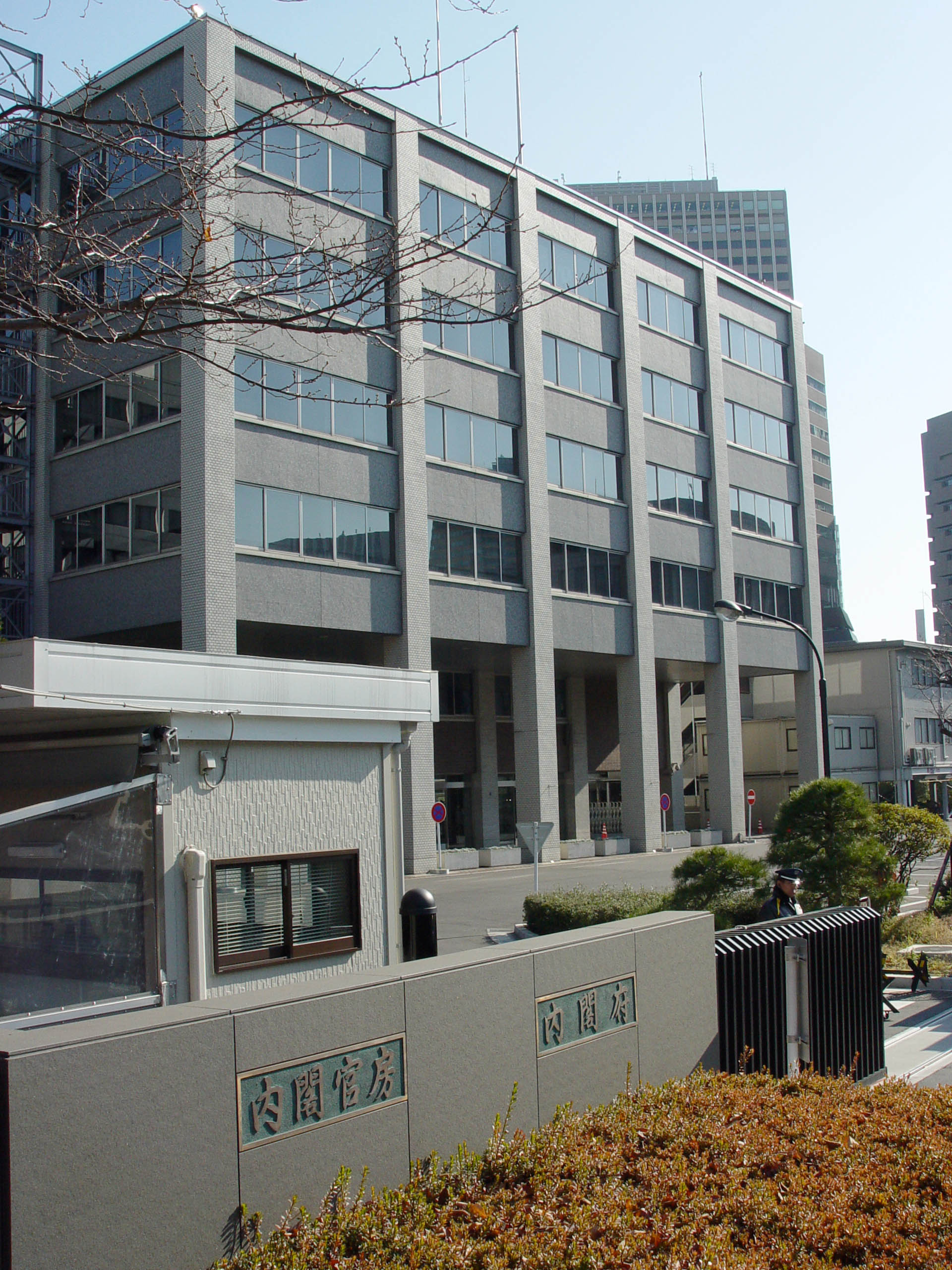
Das Gebäude des Kabinettssekretariats und des Kabinettsbüros in Nagatachō, Chiyoda.

Das japanische Kabinettssekretariat (内閣官房 naikaku kanbō, alternative Romanisierung kambō) ist eine Behörde der Zentralregierung, die die gemeinsame Presse- und Öffentlichkeitsarbeit des Kabinetts übernimmt und als Koordinationsstelle der Ministerien fungiert. Außerdem organisiert das Kabinettssekretariat die Aktivitäten des Sicherheitsrates. Der Chefkabinettssekretär (内閣官房長官, naikaku kanbō chōkan; dt. auch: Chef des Kabinettssekretariats, Chefsekretär des Kabinetts, Regierungssprecher) ist ein Minister im japanischen Kabinett.
In seiner heutigen Form entstand das Kabinettssekretariat 1947 nach der Nachkriegsverfassung als Nachfolger des 1879 eingerichteten naikaku shokikan (内閣書記官). Bis 1966 war der Chefkabinettssekretär nicht notwendigerweise ein Minister und Teil des Kabinetts. Er war aber bereits ab 1963 wie die Minister eine Position, die formell von der Ernennung durch den Tennō abhängig war (認証官, ninshōkan).
Im Kabinett Ishiba II wie vorher bereits seit Dezember 2023 in den vorangegangenen Kabinetten Kishida II und Ishiba I ist Yoshimasa Hayashi Chefkabinettssekretär.

## Politische Bedeutung des Chefkabinettssekretärs
Seit 1947 gilt das Amt des Chefkabinettssekretärs als einer der bedeutendsten Posten im Kabinett und ist ein möglicher Schritt auf dem Weg zum Amt des Premierministers. Acht Premiers der Nachkriegszeit (Satō, Ōhira, Suzuki, Takeshita, Miyazawa, Obuchi, Abe, Fukuda) waren vor ihrer Amtszeit Chefkabinettssekretär.
Der Chefkabinettssekretär ist die zentrale Figur in der alltäglichen Außendarstellung der Regierung: An Sitzungstagen des Kokkai steht er Journalisten mindestens zweimal Rede und Antwort, und er vertritt die Regierungspositionen auf allen Politikfeldern. Er spielt auch eine wichtige Rolle beim Ausgleich der verschiedenen Interessen innerhalb der Regierungspartei und der Ministerialbürokratie. Seit 2014 werden in einer neuen Personalabteilung im Kabinettssekretariat (naikaku jinjikyoku, 内閣人事局, etwa „Personalamt des Kabinetts“) auch zentral Entscheidungen über die Beförderungen von Beamten auf höhere Positionen getroffen, die vorher von jedem Ministerium selbst bestimmt wurden. Meist gehört er zur selben Faktion wie der Premierminister, um eine loyale und vertrauensvolle Zusammenarbeit zu gewährleisten.
Der Posten wird wegen seiner Bedeutung auch als „Rechte Hand“ (女房役, nyōbōyaku; wörtlich: „Ehefrau-Amt“) des Premierministers bezeichnet.

### Schattenhaushalt
Der Chefkabinettssekretär verfügt außerdem über einen Schattenhaushalt, im Volksmund „Geheimfonds“ (機密費, kimitsuhi) genannt, offiziell etwa „Vergütungsfonds des Kabinettssekretariats“ (内閣官房報償費, naikaku kanbō hōshō-hi). Der genaue Zweck der darin eingesetzten Mittel – im Fiskaljahr 2009 mit rund 1,4 Milliarden Yen veranschlagt – ist nicht öffentlich bekannt. Allerdings wurde mehrfach angedeutet, der „Geheimfonds“ sei auch für parteipolitische Ziele eingesetzt worden, was zu heftiger Kritik der Opposition führte. Nach dem Machtverlust der langjährig regierenden LDP 2009 erklärte die neue Regierung, die Verwendung der Mittel könne auch weiterhin nicht öffentlich gemacht werden. Der Fonds werde eingesetzt, um wichtige Informationen für die Regierung zu sammeln.

## Abteilungen
Dem Chefkabinettsekretär unterstehen drei stellvertretende Kabinettssekretäre (内閣官房副長官, naikaku kanbō fuku-chōkan; engl. Deputy Chief Cabinet Secretary). Die meisten Aufgaben des Kabinettssekretariats werden unter Leitung eines der drei „Assistenten der stellvertretenden Kabinettssekretäre“ (内閣官房副長官補, naikaku kanbō fukuchōkan-ho; Assistant Chief Cabinet Secretary) wahrgenommen. Drei Abteilungen sind getrennt organisiert und unterstehen über eigene Direktoren den Stellvertretern:
- Das Naikaku-kōhō-shitsu (内閣広報室; „PR-Büro des Kabinetts“; Cabinet Public Relations Office) soll den Chefkabinettssekretär und seine Stellvertreter bei der Öffentlichkeitsarbeit unterstützen.[9]
- Das Naikaku Jōhō Chōsashitsu (内閣情報調査室; „Büro des Kabinetts für Aufklärung und Untersuchungen“; Cabinet Intelligence and Research Office) nimmt nachrichtendienstliche Aufgaben für das Kabinett wahr.[10] Dazu gehört auch das Naikaku eisei jōhō center (内閣衛星情報センター; Cabinet Satellite Intelligence Center), das für Satellitenaufklärung über Katastrophen und Bedrohungen der nationalen Sicherheit zuständig ist.
- Das Naikaku-sōmukan-shitsu (内閣総務官室; „Büro des Sekretärs für allgemeine Angelegenheiten des Kabinetts“, Cabinet Affairs Office) ist unter anderem für die Kantei, den Amtssitz des Premierministers verantwortlich.

### Kokka Senryaku-shitsu
Bei der Regierungsübernahme 2009 kündigte die Demokratische Partei die Einrichtung eines „Amts für nationale Strategie“ (国家戦略局, kokka senryaku-kyoku) an, die vor allem die Erstellung des Haushalts, aber auch anderer Politikfelder zentral und unter Kontrolle der gewählten Regierung unabhängig von den Ministerien steuern sollte, um so das Primat der Politik über die Ministerialbürokratie zu stärken. Ein entsprechendes Gesetz zur Einrichtung wurde im Parlament eingebracht. Beim Kabinettsbüro wurde unmittelbar nach dem Regierungswechsel eine „Abteilung für nationale Strategie“ (国家戦略室, kokka senryaku-shitsu; engl. National Policy Unit), eingerichtet. Im Kabinett wurde ein „Minister für nationale Strategie“ (kokka senryaku tantō daijin) designiert. Seit 2011 gibt es außerdem eine „Konferenz für nationale Strategie“ (kokka senryaku-kaigi) unter Vorsitz des Premierministers.

## Sonderberater des Premierministers
Formell sind dem Kabinettssekretariat auch die maximal fünf Sonderberater des Premierministers (内閣総理大臣補佐官, naikaku sōri-daijin hosakan) zugeordnet, obwohl sie nicht dem Chefkabinettssekretär unterstehen.